# Niederfinow
Niederfinow is een gemeente in de Duitse deelstaat Brandenburg, en maakt deel uit van het Landkreis Barnim.
Niederfinow telt 613 inwoners.
De plaats is bekend vanwege de monumentale scheepslift bij Niederfinow.